# Kickboxing
Kickboxing er en kampsport, der blev skabt i USA i starten af 1970'erne. Kickboxing har rødder i andre kampsportsdiscipliner så som karate, Thaiboksning, Taekwondo og Kung fu. Kickboxing kombinerer bokseteknikker med spark, men adskiller sig fra Thaiboksning ved, at det ikke er tilladt at anvende albuer og knæ.

## Historie
Kickboxing var først kendt som fuld-kontakt karate, men i 1970'erne blev der udviklet beskyttelsesudstyr med henblik på at nedsætte risikoen for skader.
Kickboxingens hjemland er USA, hvor Joe Lewis fra Californien kontaktede Mike Anderson med henblik på at skabe en ny fuld-kontaktsport. Dette blev begyndelsen på udbredelsen af kickboxing. Herefter blev kickboxing spredt til Europa, hvor det første European Kickboxing Championships blev holdt i Vestberlin i 1978.

## Kontaktgrader og reglement
Der eksisterer flere forskellige kontaktgrader i kickboxing. Disse kontaktgrader er inddelt i henholdsvis pointfighting (tidligere kaldet semi-kontakt), light-kontakt og fuld-kontakt.

### Pointfighting
Slag og spark bliver "leveret" med kontrolleret kraft, før der kan tildeles point. Efter hvert angreb bliver kampen stoppet og point bliver eventuelt tildelt. Kampen består normalt af 2 omgange á 2 min. varighed.

### Light-kontakt
Light-kontakt befinder sig kontaktmæssigt mellem pointfighting og fuld-kontakt. I light-kontakt markeres slag og spark; kampen stoppes ikke efter hvert angreb, kun hvis der opstår såkaldt 'clinch'-situation. Normalt foregår kampen over 2 omgange á 2 min. varighed; 1 min pause mellem omgangene.

### Fuld-kontakt
I fuld-kontakt er det tilladt at angribe med fuld styrke. Amatørkampene består normalt af 3 omgange á 2 min. varighed; 1 min pause mellem omgangene. De professionelle kampe kan være op til 12 omgange.

## Vægtklasser
I kickboxing benyttes følgende vægtklasser.
Vægtklasse for mænd:
| Vægtklasse         | Kilogram (kg)    |
| ------------------ | ---------------- |
| Fluevægt           | Op til 50,5 kg   |
| Super-fluevægt     | 50,5 > kg ≤ 52   |
| Bantamvægt         | 52 > kg ≤ 53,5   |
| Super-bantamvægt   | 53,5 > kg ≤ 55,5 |
| Fjervægt           | 55,5 > kg ≤ 57   |
| Super-fjervægt     | 57 > kg ≤ 59     |
| Letvægt            | 59 > kg ≤ 61     |
| Super-letvægt      | 61 > kg ≤ 63,5   |
| Weltervægt         | 63,5 > kg ≤ 67   |
| Super-weltervægt   | 67,5 > kg ≤ 70   |
| Mellemvægt         | 70 > kg ≤ 72,5   |
| Super-mellemvægt   | 72,5 > kg ≤ 76   |
| Let-sværvægt       | 76 > kg ≤ 79     |
| Super-let-sværvægt | 79 > kg ≤ 83     |
| Cruiservægt        | 83 > kg ≤ 86     |
| Super-cruiservægt  | 86 > kg ≤ 90     |
| Sværvægt           | 90 > kg ≤ 95     |
| Supersværvægt      | over 95 kg       |

Vægtklasse for kvinder:
Kvindernes vægtklasser går fra 48 kg til over 64 kg med et spring på 2 kg mellem vægtklasserne.

## European Kickboxing Championship
European Kickboxing Championship er det europæiske mesterskab inden for kickboxing, der arrangeres af World Association of Kickboxing Organization (WAKO).